# August Borsig

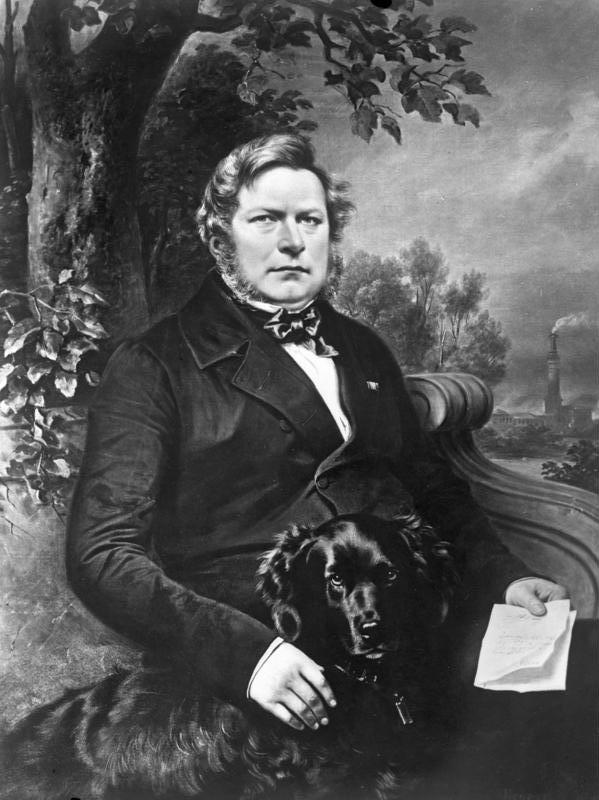
August Borsig

Johann Friedrich August Borsig (ur. 23 czerwca 1804 we Wrocławiu, zm. 6 lipca 1854 r. w Berlinie) – niemiecki fabrykant, twórca koncernu przemysłowego Borsigwerke założonego w połowie XIX w. w Berlinie (produkcja parowozów). W Zabrzu-Biskupicach rozpoczął inwestycję w kopalnie i hutę.
W przedwojennym Wrocławiu uhonorowano go nazwą ulicy (dziś Smoluchowskiego), a w 1998 r. wykonano jego popiersie umieszczone w galerii "Wielcy Wrocławianie" w muzeum w ratuszu wrocławskim.
Popiersie Borsiga zdobi fasadę Gmachu Głównego Politechniki Gdańskiej.